# Lexus RZ
Lexus RZ — электромобиль-кроссовер, выпускаемый с 2021 года компанией Lexus, подразделением компании Toyota. 

## История
Автомобиль Lexus RZ впервые был представлен в марте 2021 года. Первый прототип был представлен в декабре 2021 года.
Серийно автомобиль выпускается с 20 апреля 2022 года. В конце мая 2022 года автомобиль поступил в продажу в Японии.
С 2023 года автомобиль продаётся в Северной Америке.
В 2023 году он получил 5 звёзд в EuroNcar.

## Технические характеристики
| Модель  | Электродвигатель | Трансмиссия | Мощность  | Крутящий момент |
| ------- | ---------------- | ----------- | --------- | --------------- |
| RZ 450e | 1×1XM (спереди)  | eAxle       | 201 л. с. | 265 Н⋅м         |
| RZ 450e | 1×1YM (сзади)    | eAxle       | 107 л. с. | 170 Н⋅м         |

Lexus RZ как Toyota bZ4X и Subaru Solterra создан на электрической платформе e-TNGA, у которой компактные унифицированные моторные модули со встроенными инверторами и редукторами. Расположенная под полом тяговая батарея интегрирована в силовую структуру кузова. Передняя подвеска — типа McPherson, сзади — двойные поперечные рычаги. Lexus RZ стал первым Лексусом с амплитудозависимыми амортизаторами.

### Общая информация
- Страна марки: Япония
- Класс автомобиля: D
- Количество дверей: 5
- Количество мест: 5
- Расположение руля: Левый

### Размеры
- Длина: 4805 мм
- Ширина: 1895 мм
- Высота: 1635 мм
- Колёсная база: 2850 мм
- Клиренс: 200 мм
- Ширина передней колеи: 1610 мм
- Ширина задней колеи: 1620 мм
- Размер колёс: 235/50/R20, 255/45/R20

### Объём и масса
- Объем багажника мин/макс: 586/1515 л
- Снаряженная масса: 2130 кг
- Полная масса: 2640 кг

### Трансмиссия
- Коробка передач: Автомат
- Количество передач: 1
- Тип привода: полный

### Подвеска и тормоза
- Тип передней подвески: независимая, пружинная
- Тип задней подвески: независимая, пружинная
- Передние тормоза: дисковые вентилируемые
- Задние тормоза: дисковые вентилируемые

### Эксплуатационные показатели
- Максимальная скорость: 160 км/ч
- Разгон до 100 км/ч: 5.3 с

### Двигатель
- Тип двигателя: Электро
- Максимальная мощность: 313 л.с. (230 кВт) об/мин
- Максимальный крутящий момент: 435 Н*м об/мин

### Аккумуляторная батарея
- Запас хода на электричестве: 395 км
- Время зарядки: 6.5 ч
- Емкость батареи: 71.4 кВт⋅ч

## Галерея
| - Вид сзади - Интерьер |